# Zond 2

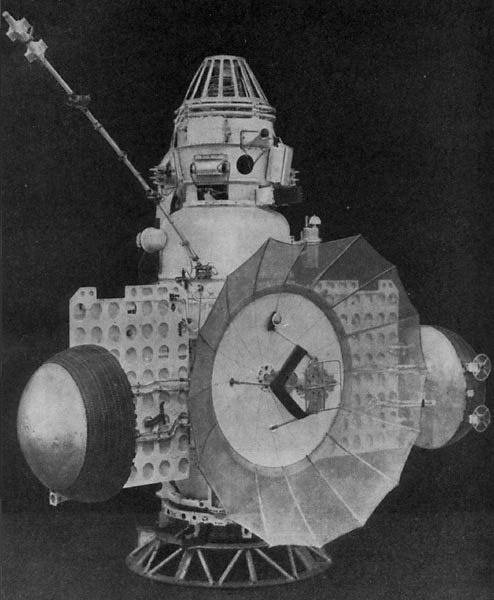
Zond 2

Zond 2 é uma integrante do programa soviético Zond, e foi a segunda nave espacial soviética a tentar sobrevoar Marte.
A Zond 2 carregava um câmera de fototelevisão do mesmo tipo usada posteriormente para fotografar a lua pela Zond 3.  O sistema de câmeras incluia também dois espectrômetros ultravioletas.  Como na Mars 1, um espectrômetro infravermelho foi instalado para buscar sinais de metano em Marte.
Zond 2 também carregava seis PPTs que serviam como atuadores do sistema de controle de altitude. Eles foram os primeiros PPTs usados em naves espaciais. Os sistema de propulsão por PPT foi testado dureante 70 minutos.
Zond 2, uma nave Mars 3MV-4A, foi lançada em 30 de Novembro de 1964. Durante algumas manobras no começo de Maio, Em 1965, foi perdida a comunicação. Perdendo metade de sua potência devido à perda de um de seus  painéis solares, a nave espacial sobrevoou Marte em 6 de Agosto de 1965 a 5.62 km/s, A 1 500 km de distância do planeta.